# Apricot
Pour les articles homonymes, voir ACT.
Apricot est une ancienne gamme de micro-ordinateur, produite par la compagnie informatique britannique Applied Computer Techniques (ACT), active entre 1982 et 2005.

## Histoire

### Les années 1980

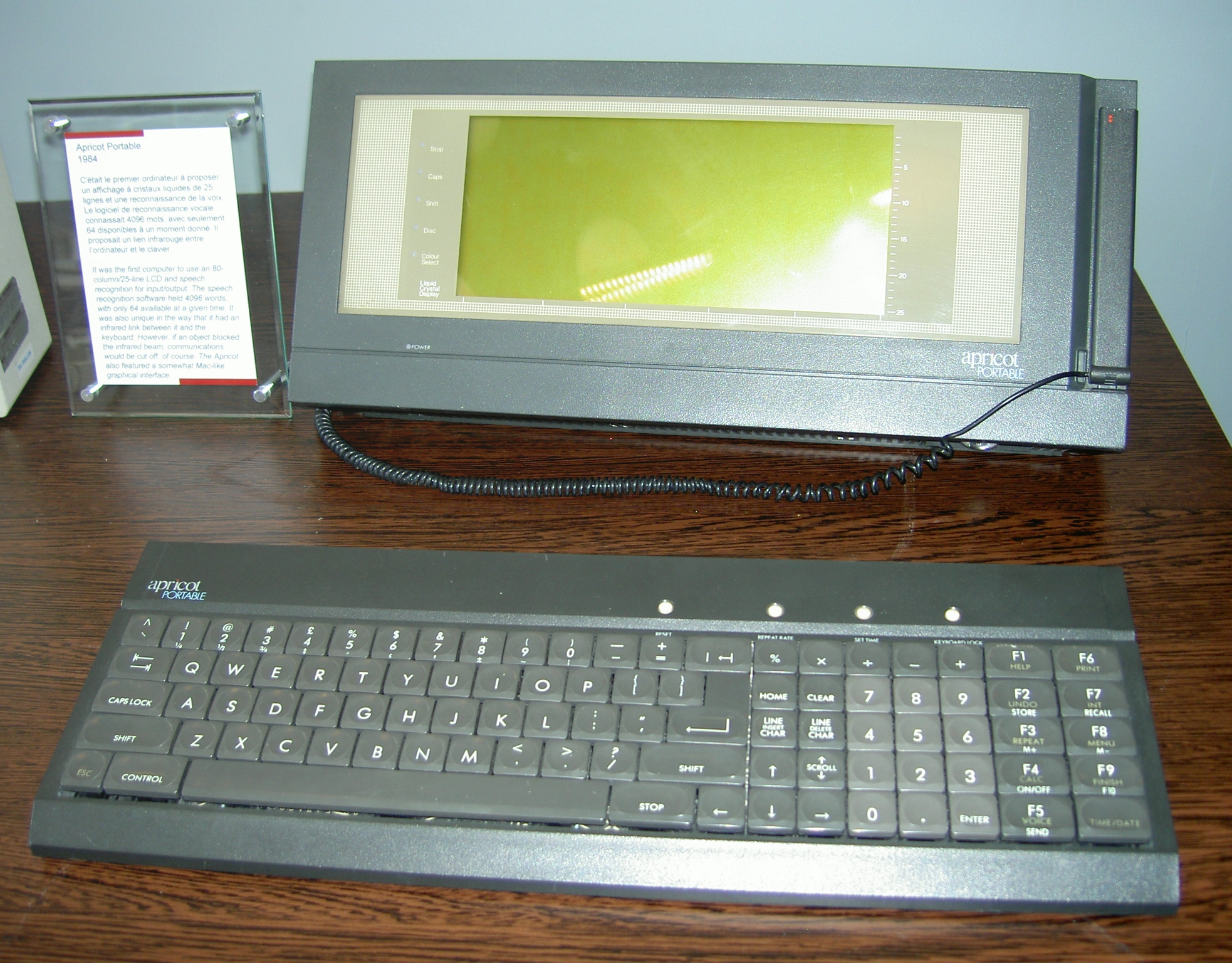
Apricot portable, ordinateur avec écran LCD, reconnaissance vocale et clavier infrarouge (1984).

En 1982, ACT dévoile son premier micro-ordinateur. Il était fabriqué par un autre constructeur, mais fut vendu sous la marque ACT. Il connut un succès mitigé.
Plus tard dans l'année, ACT conclut un accord avec Sirius Systems Technology (Victor) afin de distribuer le "Victor 9000" sous le label ACT "Sirius 1" en Angleterre et en Europe. Vendu 2 754 £, il connut un succès honorable. Le Sirius 1 n'est pas compatible IBM PC.
En septembre 1983, l'Apricot PC est dévoilé, construit autour d'un microprocesseur Intel 8086 à 4,77 Mhz. Il peut fonctionner sous MS-DOS ou CP/M-86, mais n'est pas compatible totalement avec l'IBM PC. Sa principale qualité est sa définition graphique de 800x400 pixels, et un clavier doté d'un écran LCD de 40 caractères sur deux lignes. Microsoft Word et Multiplan étaient également fournis avec la machine.
En 1984, ACT présente l'Apricot F1 (RAM 256k, lecteur de disquette 720k), une machine destinée au marché familial. Il fonctionne sous MS-DOS et dispose d'une Interface graphique, "Activity". Tout comme l'Apricot PC, il n'est pas totalement compatible avec l'IBM PC. Le clavier et la souris disposent d'une transmission infrarouge.
ACT dévoile également la même année l'Apricot Portable, la version "Transportable" du F1, toujours avec un clavier infrarouge, un microprocesseur à 5 Mhz, un écran LCD et un système innovant de reconnaissance vocale.
En 1985, ACT devient "Apricot Computers". La gamme s'étoffe de plusieurs machines de la série F (F2, deux lecteurs de disquettes) et F10, dotées d'un disque dur. Un F1e moins cher est également présenté, doté d'un lecteur 320k. GEM est également disponible pour ces machines.
En octobre 1985, Apricot présente son dernier microordinateur non compatible IBM PC, le XEN doté d'un Intel 80286, puis en 1986 le XEN-i, premier véritable compatible IBM PC de la gamme.
Apricot commence alors en France une campagne de publicité sur le thème : Apricot, moins cher qu'[nom biffé], meilleur qu'[nom biffé], et diverses variantes autour de ce thème, dans des quotidiens à grand tirage.

### Les années 1990
Malgré la popularité de la marque en Angleterre, Apricot ne survivra pas à la vague des compatibles IBM. Rachetée par Mitsubishi Electric, Apricot continuera à fabriquer quelque temps d'obscurs compatibles IBM puis disparaît de la scène.

### La marque relancée en 2008
Rachetée par une société anglaise, Apricot Computers Ltd, la marque Apricot est relancée en septembre 2008, en proposant un netbook 9" à disque dur, le Picobook Pro. Le nouveau logo reprend pour l'essentiel celui utilisé par Mitsubishi jusqu'en 1999. Elle disparaît en 2012.  